# Virgínia del Nord

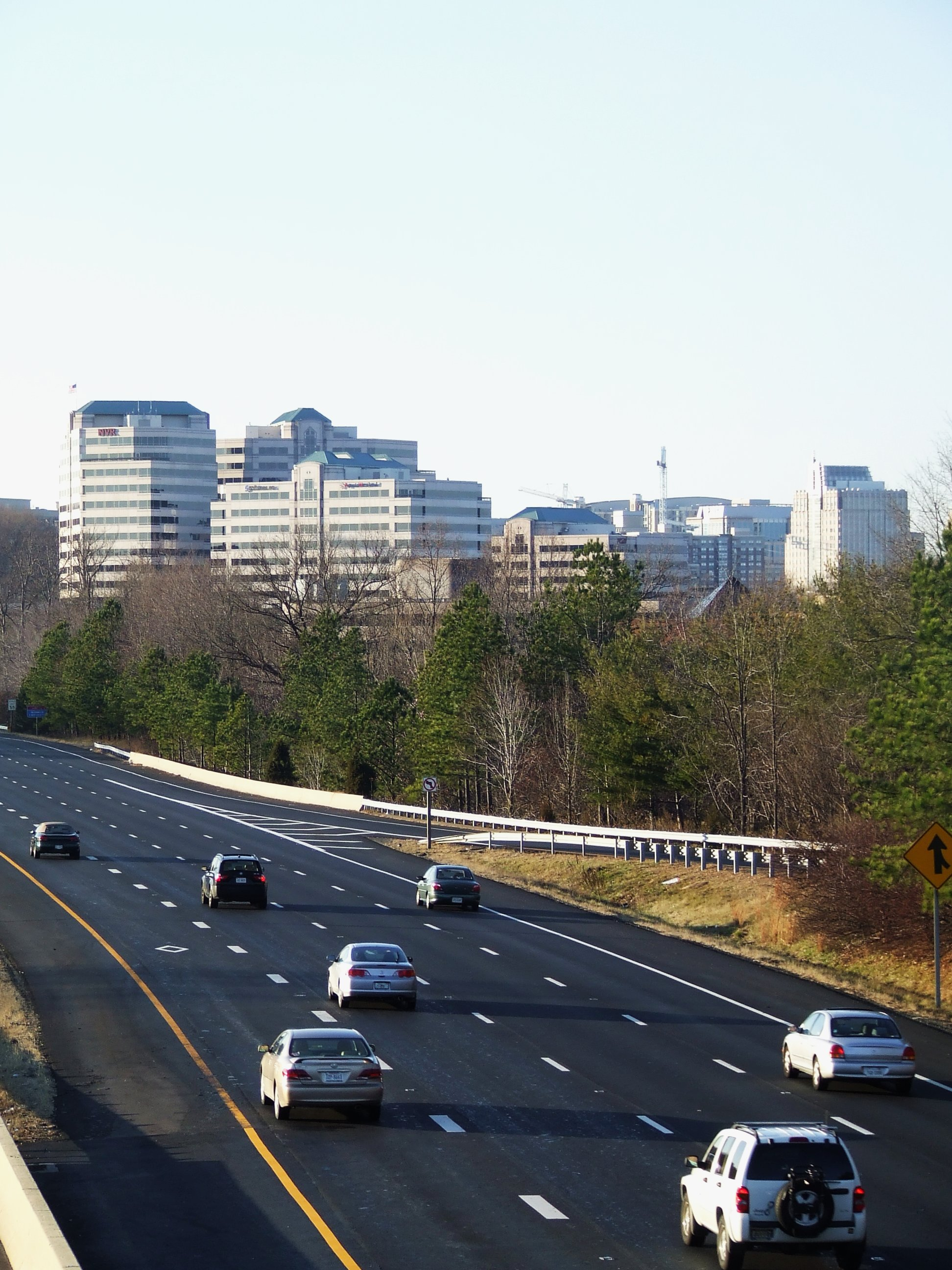
Reston, una comunitat planificada, vist des de l'autopista “Dulles Toll Road” que dirigeix a l'aeroport del mateix nom.

Virgínia del Nord (en anglès, Northern Virginia) consta de diversos comtats i ciutats independents (és a dir, independents de comtats) de l'estat de Virgínia als Estats Units en una regió àmplia que s'irradia al sud i a l'oest de la ciutat de Washington. És la regió més poblada de Virgínia i de la zona metropolitana de Washington.
Virgínia del Nord és la regió més diversa (en termes tant del nombre dels grups ètnics i de les nacionalitats representades) i la regió d'ingressos més alts de Virgínia. També té sis dels vint comtats d'ingressos més alts dels Estats Units, incloent-hi els dos comtats més rics de tot el país: els comtats nord-virginians de Fairfax i Loudoun.
La infraestructura de transport de Virgínia del Nord inclou l'Aeroport Nacional Reagan de Washington al comtat d'Arlington, al costat de Washington, i l'Aeroport Internacional de Washington-Dulles a l'extrem oest del comtat de Fairfax. També inclou diverses línies del Metro de Washington, el sistema ferroviari de rodalia Virginia Railway Express que termina al centre de Washington, diversos serveis d'autobusos, i una extensa xarxa d'autopistes interestatals i autovies— incloent la famosa carretera cinturó (o Capital Beltway) que circumnavega els afores residencials de Washington.
Les instal·lacions notables de la regió són el Pentàgon i l'Agència Central d'Intel·ligència (el CIA), i les moltes empreses privades (sovint anomenades Beltway bandits) que els presten servei, tant com molts altres agències i departaments del govern federal. Les atraccions de la zona inclouen monuments i llocs de l'època  colonial i de la Guerra Civil com ara Mount Vernon (la casa de George Washington) i el Cementiri Nacional d'Arlington.

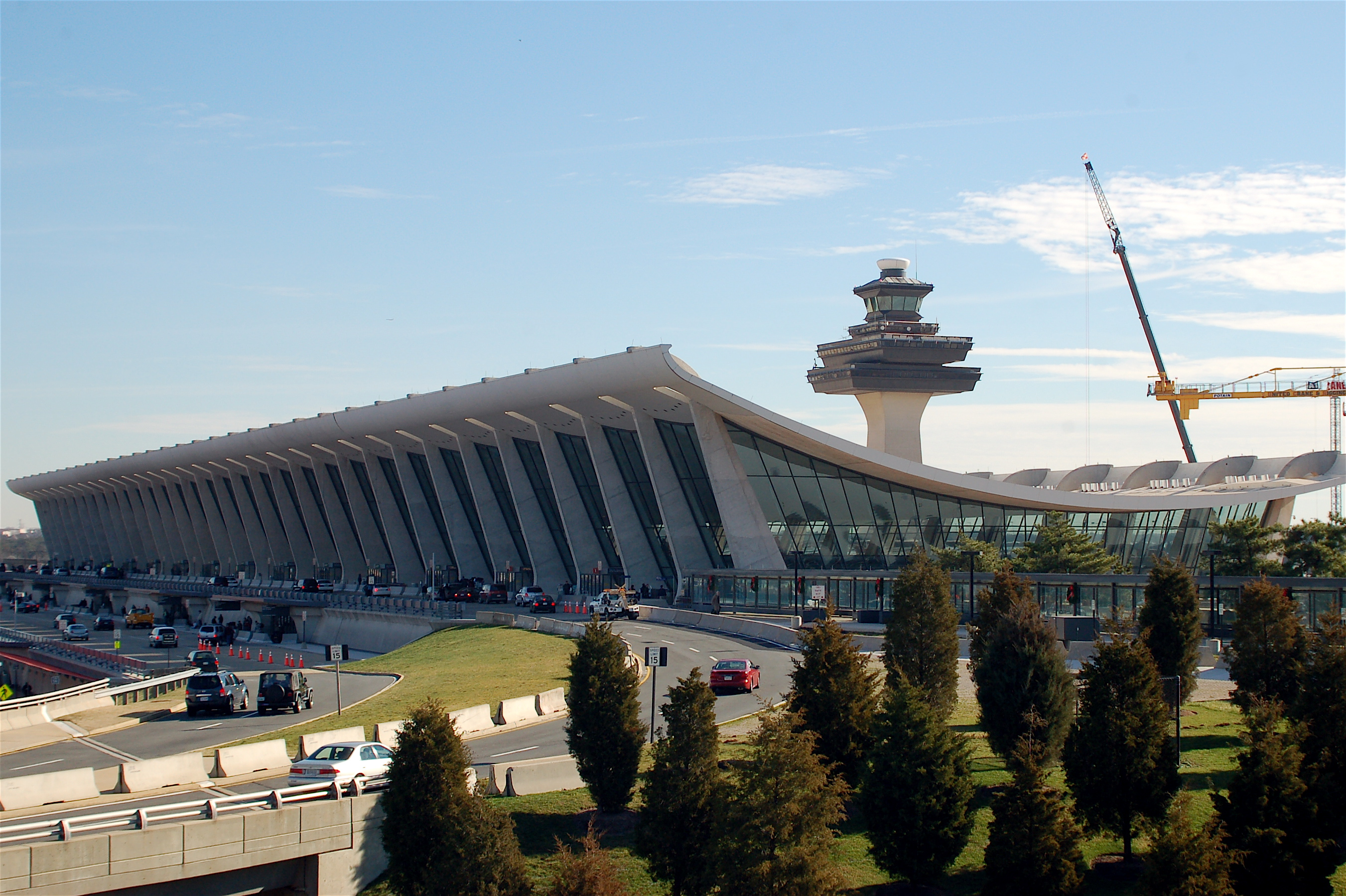
Aeroport Internacional de Washington-Dulles, al comtat de Fairfax.

## Demografia
Segons les dades de 2006, l'Oficina del Cens dels Estats Units s'estima que hi ha 2.432.823 habitants a Virgínia del Nord, al voltant del 32% de la població de l'estat. Aquesta xifra inclou els comtats semirurals de Clarke, Fauquier, Spotsylvania, Stafford, i Warren, així com la ciutat independent de Fredericksburg. En conjunt, aquestes jurisdiccions distants representen 377.809 residents. Per contra, la població combinada només dels comtats centrals d'Arlington, de Fairfax, de Loudoun i de Prince William i de les ciutats independents d'Alexandria, Falls Church, Fairfax,  Manassas i Manassas Park és 2.055.014, que és quasi el 27% de la població estimada de tota Virgínia l'any 2006.

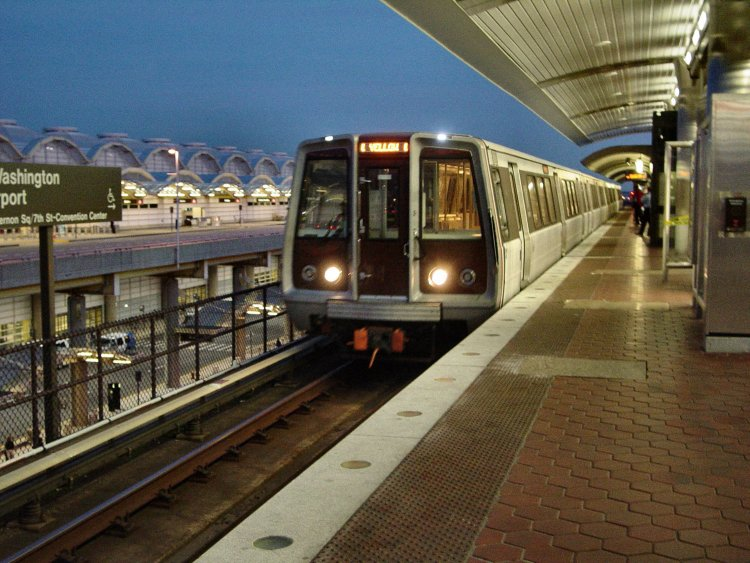
L'estació del Metro de Washington a l'Aeroport Nacional de Washington al comtat d'Arlington.